# 悪魔城ドラキュラ -キャッスルヴァニア-: 月夜のノクターン
『悪魔城ドラキュラ -キャッスルヴァニア-: 月夜のノクターン』（あくまじょうドラキュラ キャッスルヴァニア つきよのノクターン、原題：Castlevania: Nocturne）は、コナミのゲーム作品『悪魔城ドラキュラ』シリーズをベースにしたNetflixのオリジナルアニメで、同作から着想を得たホラーアニメである『悪魔城ドラキュラ -キャッスルヴァニア-』の続編である。
1450〜1470年代のワラキアから中近東、ヨーロッパを舞台とした前作から今作はフランス革命期を舞台にしている。
製作総指揮はクライブ・ブラッドリー、監督はサム・ディーツ、アダム・ディーツ。

## ストーリー
シーズン1
1783年、マサチューセッツ州ボストン、ベルモンド一族の末裔・リヒター・ベルモンドは母・ジュリア・ベルモンドの決死の働きによってフランスに旅立つ。9年後の1792年、フランス革命後のヨーロッパでは支配階級に入り込んだ吸血鬼たちの暗躍によりヴァンパイア・メシアのエリザベート・バートリを核とした人間支配の陰謀が進んでいた。遠縁のテラの元で成長したリヒターはテラとその娘・マリアやサン＝ドマングから海を渡ってきたアネット、エドゥアールとともに吸血鬼の陰謀に立ち向かう。

## 登場人物

### ヴァンパイアハンター
リヒター・ベルモンド
声：エドワード・ブルーメル / 浦和希（少年期：ベンジャミン・プレサラ / ）
本作の主人公。
マリア
声：ピクシー・デイヴィーズ / 若山詩音
テラの娘。
アネット
声：トゥソ・ムベドゥ / 泊明日菜
エドゥアール
声：シドニー・ジェームズ・ハーコート / 石毛翔弥
テラ
声：ナスターシャ・キンスキー / 川上ひろみ
語り部であり魔術師。
ジュリア・ベルモンド
声：ソフィー・スケルトン / 甲斐田裕子
リヒターの母。
ジュスト・ベルモンド
声：イアン・グレン / 木下浩之
ジュリアの父であり、リヒターの祖父。
アルカード
声：ジェームズ・キャリス / 三木眞一郎

### 吸血鬼
エリザベート・バートリ
声：フランカ・ポテンテ / 深見梨加
オルロック
声：ザーン・マクラーノン / 加瀬康之
ドロテア・ツェンテス
声：エラリカ・ギャラ / 佐古真弓
侯爵
声： / 根本泰彦
ヴォブラン
声： / 唐沢龍之介
ニコライ
声： / 谷昌樹

### 教会
エマヌエル修道院長
声：リチャード・ドーマー / 加藤亮夫
ミズラク
声：アーロン・ネイル / 川原元幸

### その他の登場人物
ジャック
声： / 高野憲太朗

## 日本語版制作スタッフ
シーズン1
- スタジオ：AC Create Co.
- 演出：打越領一
- 翻訳：遠藤美紀
- 録音：猪本純
- 制作進行：宮野安由美

シーズン2
- スタジオ：ACクリエイト
- 翻訳：遠藤美紀
- 演出：打越領一
- 調整：菊池悟史
- 録音：上田和明
- 制作進行：宮野安由美

## 各話リスト
| 話数                | 邦題                         | 英題                          |
| シーズン1（2023年） | シーズン1（2023年）          | シーズン1（2023年）           |
| ------------------- | ---------------------------- | ----------------------------- |
| 第1話               | 共通の敵                     | A Common Enemy in Evil        |
| 第2話               | 悪夢を超えた恐怖             | Horror Beyond Nightmares      |
| 第3話               | 自由の味は砂糖より甘い       | Freedom Was Sweeter           |
| 第4話               | 大地から立ち昇る恐怖         | Horrors Rising from the Earth |
| 第5話               | 自然の秩序                   | The Natural Order             |
| 第6話               | 罪ある者が裁きを受けるために | Guilty Men to Be Judged       |
| 第7話               | 血を流すしかない時           | Blood Is the Only Way         |
| 第8話               | 光を貪る者                   | Devourer of Light             |
| シーズン2（2025年） |                              |                               |
| 第1話               | 生ける伝説                   | A Living Legend               |
| 第2話               | 死の天使                     | Angel of Death                |
| 第3話               | 未亡人の窓                   | The Widow's Window            |
| 第4話               | 怪物                         | Monstrous Things              |
| 第5話               | 奈落の底                     | Into the Abyss                |
| 第6話               | 先祖                         | Ancestors                     |
| 第7話               | 行け戦士たちよ               | Grenadye Alaso                |
| 第8話               | 偉大な英雄たちの系譜         | A Line of Great Heroes        |